# 约瑟夫·什劳贝克
约瑟夫·什劳贝克（捷克語：Josef Šroubek，1891年12月2日—1964年8月29日），捷克男子冰球运动员。他曾代表捷克斯洛伐克国家队参加1920年夏季奥林匹克运动会冰球比赛，获得一枚铜牌。